# دانش (نشریه)
دانش نخستین نشریهٔ دوره‌ای زنان در تاریخ ایران است. این نشریهٔ هفتگی در سال ۱۲۸۹  توسط انجمنی از زنان و با سردبیری عفت سیاح سپانلو (مشهور به بانو کحال) چاپ می‌شد.
این هفته نامه در هشت صفحه در تیراژ بالا  تا ۳۰ شماره منتشر می‌شد.
در نخستین شماره دانش توضیح داده شده بود که این مجله فقط به موضوعات خانوادگی «تعلیم خانه‌داری، شوهرداری و بچه‌داری و ...» می‌پردازد و«از پولتیک (سیاست) مذاکره نخواهد شد». در عمل نیز به مسایل سنتی زنانه مورد علاقه زنان طبقه متوسط و بالا (نظیر بهداشت، درمان و بچه‌داری) می‌پرداخت و خواستار اصلاحات اجتماعی نبود و دیدگاه اجتماعی و سیاسی آن بسیار میانه‌رو بود. هرچند که گاهی به موضوعاتی نظیر زنانی که به طور غیرقانونی بچه‌دار می‌شدند و کودکان سرراهی، بی‌حرمتی‌هایی که گاه در خیابان به زنان می‌شد، و زنان طبقه متوسط شهری که پس از ازدواج به چشم کنیز برای شوهرانشان دیده می‌شدند هم می‌پرداخت.